# Verein Deutscher Ingenieure

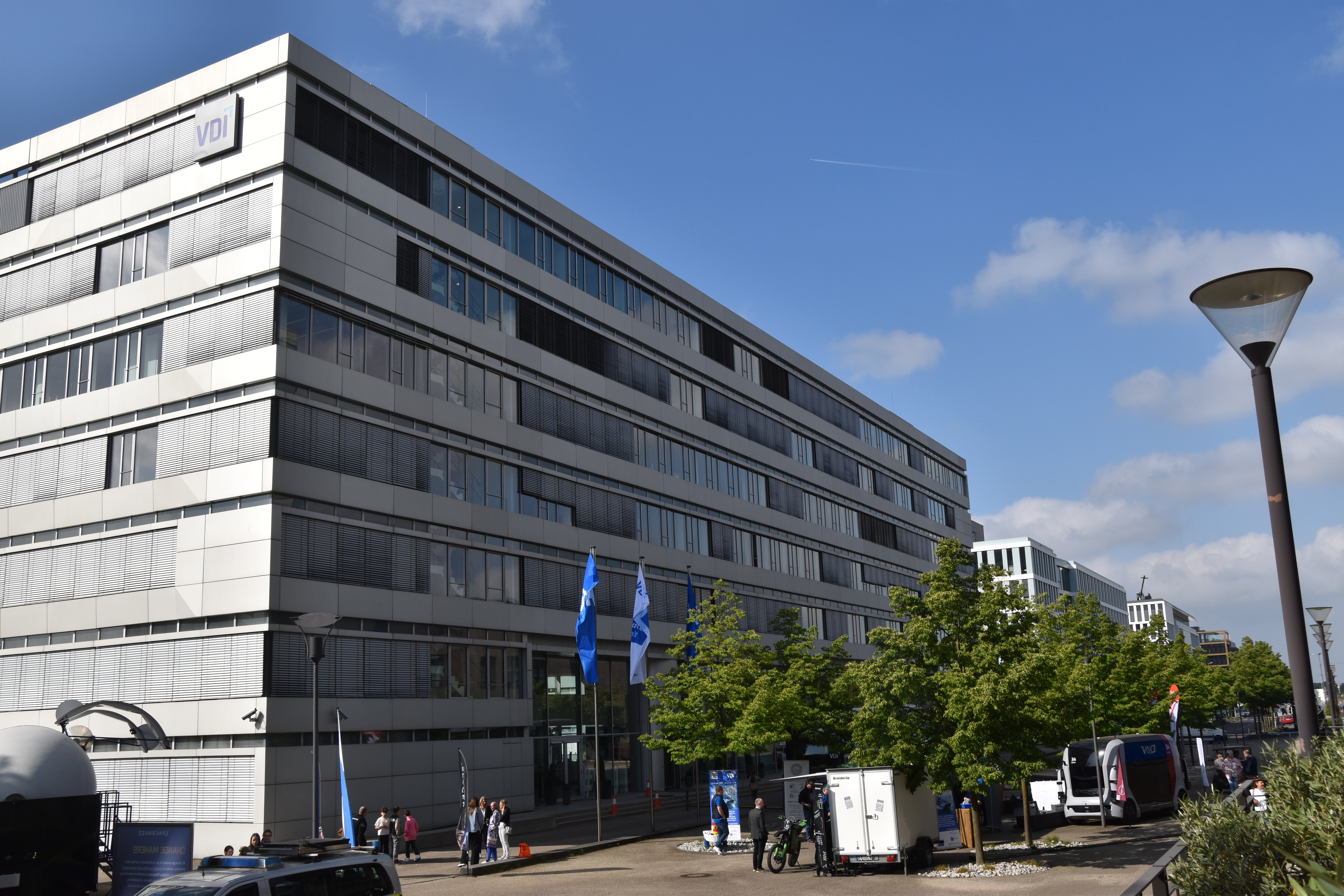
Das VDI-Haus während des Deutschen Ingenieurtags 2025

Der Verein Deutscher Ingenieure e. V. (VDI) ist ein deutscher technisch-wissenschaftlicher, gemeinnütziger Verein. Eigenangaben zufolge stellt er die größte Vereinigung dieser Art in Deutschland dar. 1856 gegründet, hat er sich u. a. zum Ziel gesetzt, die technische Wissenschaft und Forschung sowie den entsprechenden Nachwuchs zu fördern, technische Regelwerke und Prüfzeichen herauszugeben sowie die Weiterbildung und den Erfahrungsaustausch von Ingenieuren zu ermöglichen.
Um diese Ziele zu verwirklichen, hat der gemeinnützige Hauptverein zusätzliche Einrichtungen geschaffen, wie die ebenfalls gemeinnützige VDI-Ingenieurhilfe sowie die VDI GmbH mit ihren wirtschaftlichen Geschäftsbetrieben. Für alle Einrichtungen des VDI zusammen ist die Bezeichnung VDI-Gruppe gebräuchlich.

## Aufgabe

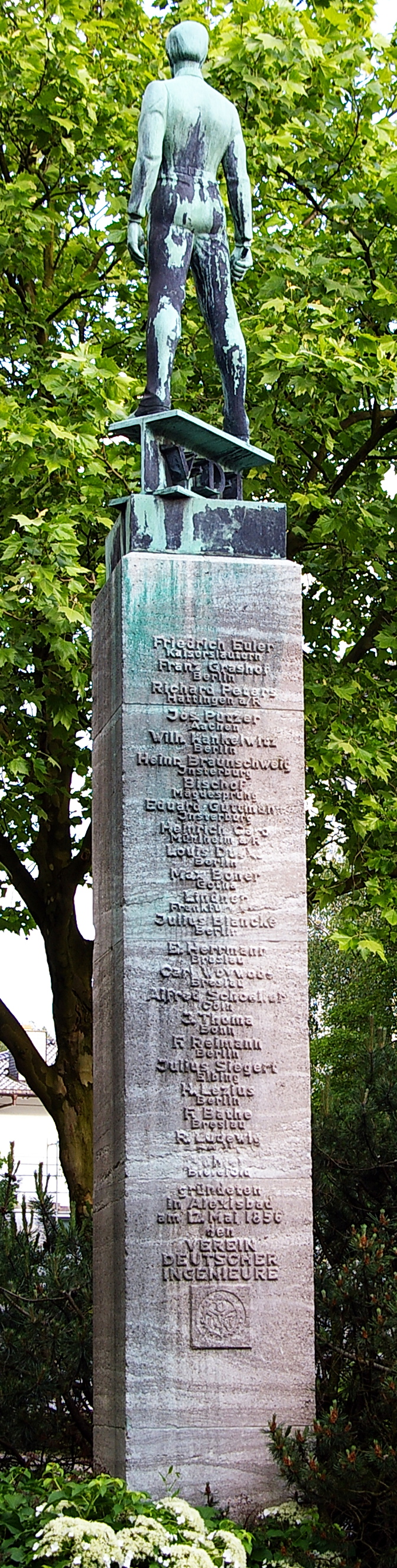
Denkmal mit Namen der Gründungsmitglieder (1981 aus dem Gründungsort Alexisbad nach Düsseldorf überführt), 1993 wurde in Alexisbad eine neue Gedenkstele aufgestellt.

Die Aufgaben, die sich der VDI gemäß seiner Satzung selbst stellt, sind
- Zusammenwirken aller Technikgestalter und sonstiger Gestalter menschlichen Schaffens mit dem Ziel des verantwortungsvollen Umgangs mit Technik,
- Förderung der technischen Wissenschaft und Forschung,
- Förderung des technischen Nachwuchses,
- technische Regelsetzung,
- Weiterbildung von Ingenieuren,
- Ermöglichung des Erfahrungsaustauschs und
- Schaffung von Prüfzeichen.[3]

Berufs- und standespolitische Zielsetzungen werden in der Satzung nicht aufgeführt.
Der VDI e. V. ist nach eigenen Angaben die größte Vereinigung von Ingenieuren und Naturwissenschaftlern in Deutschland. Er vertritt seine Interessen in der nationalen Politik und agiert auch international bei transnationalen Dachverbänden wie FEANI oder der WFEO.
Die Mitglieder der VDI-Gruppe leisten technisch-wissenschaftliche Arbeit bei Standardisierungen und als Projektträger öffentlicher Forschungsförderung. Der Verein Deutscher Ingenieure e. V. betreibt nationale und internationale Interessenvertretung und hat sich deshalb u. a. in der Lobbyliste des Bundestages eintragen lassen.

## Aktivitäten

### Förderung des technischen Nachwuchses
Zur Förderung des technischen Nachwuchses existieren beim VDI verschiedene Netzwerke und Initiativen:
- Der VDIni-Club für Kinder ab vier Jahren, um Kinder für Technik und Naturwissenschaften zu begeistern[6]
- Die VDI-Zukunftspiloten für Jugendliche mit Interesse an MINT-Fächern[7]
- Das Netzwerk Studenten und Jungingenieure für Studierende, Doktoranden und Berufseinsteiger[8]

### Arbeitskreis Frauen im Ingenieurberuf
Der Arbeitskreis Frauen im Ingenieurberuf des VDI sieht sich als Vertreter der Interessen der Ingenieurinnen und Studentinnen in den Ingenieurwissenschaften in der Gesellschaft und in der Technik. Er unterhält nationale und internationale Kontakte zum Deutschen Ingenieurinnenbund, zur European Platform of Women Scientists, zu European Women in Mathematics, zum AKC der Deutschen Zoologischen Gesellschaft, zu Women in Industrial Research, INWES und zum Center for Women and Information Technology. Der FIB ist in mehreren regionalen Arbeitskreisen innerhalb des VDI organisiert. Vorsitzende des Arbeitskreises ist Burghilde Wieneke-Toutaoui.

### Bezirksvereine
Um den Austausch der Ingenieure untereinander zu ermöglichen, wurden schon im Gründungsjahr die ersten fünf Bezirksvereine des VDI gegründet. Zu ihren Gründern gehörten diejenigen, die auch an der Gründung des VDI beteiligt waren. Zum 25-jährigen Jubiläum des Vereins hatte sich die Anzahl der Bezirksvereine auf 26 erhöht. Bis 1910 war den VDI-Mitgliedern freigestellt, ob sie einem Bezirksverein angehören wollten oder nicht. Auf der in diesem Jahr stattfindenden Hauptversammlung in Danzig wurde beschlossen, dass die im Deutschen Reich wohnenden VDI-Mitglieder einem Bezirksverein anzugehören haben.
Aktuell gibt es 45 VDI-Bezirksvereine, die über das gesamte Bundesgebiet verteilt sind. Die jeweiligen Vorsitzenden der Bezirksvereine sowie ein weiterer bevollmächtigter Vertreter gehören der Vorstandsversammlung des VDI an.

### Regelsetzung

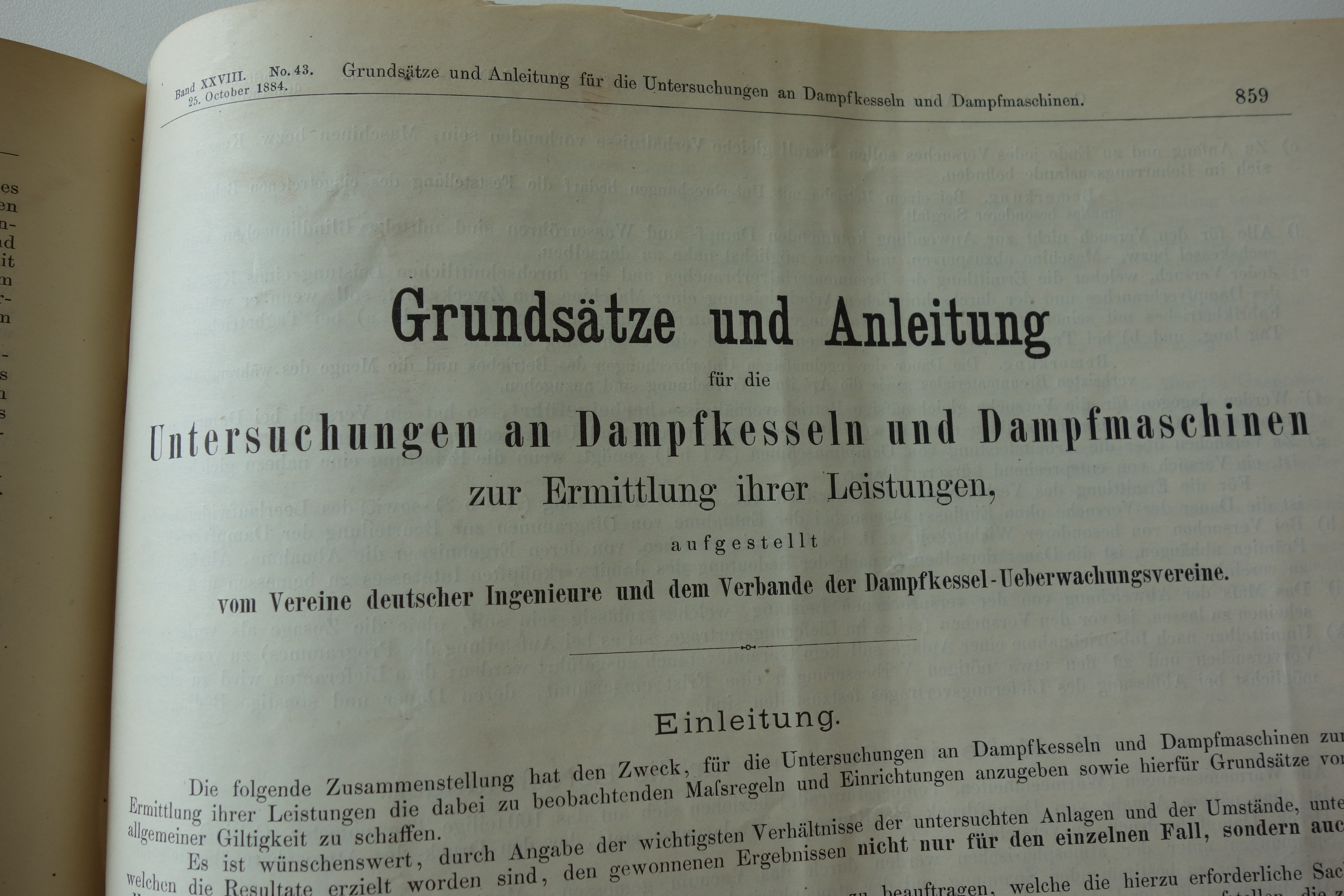
Ausschnitt aus der Zeitschrift des Vereines deutscher Ingenieure vom 25. Oktober 1884 mit der ersten VDI-Richtlinie

Mit aktuell über 2000 veröffentlichten VDI-Richtlinien ist der VDI drittgrößter technischer Regelsetzer in Deutschland. Jährlich kommen zwischen 220 und 240 neue Richtlinien hinzu oder werden aktualisiert. Hinzu kommen nationale und internationale Normen, die von den VDI-Fachgesellschaften Kommission Reinhaltung der Luft (KRdL) und Normenausschuss Akustik, Lärmminderung und Schwingungstechnik (NALS) erarbeitet werden.
Die fachliche Arbeit an den technischen Regeln wird von ehrenamtlich für den VDI tätigen Experten interessierter Kreise geleistet. Im Gegensatz zum DIN werden Personen in die Richtlinienausschüsse aufgenommen, die auch bei einem Arbeitgeberwechsel dabeibleiben können. Beim DIN werden zumeist Firmen mit deren Vertretern geladen. Der Bezug der VDI-Richtlinien ist auch für VDI-Mitglieder kostenpflichtig, es wird jedoch ein Preisnachlass gewährt. An zahlreichen Hochschulstandorten können VDI-Richtlinien eingesehen werden.

## Organisation

### Fachgesellschaften
Für die fachliche Arbeit innerhalb des VDI sind zwölf Fachgesellschaften mit 53 Fachbereichen zuständig:
- Bauen und Gebäudetechnik
- Energie und Umwelt
- Fahrzeug- und Verkehrstechnik
- Materials Engineering
- Mess- und Automatisierungstechnik
- Mikroelektronik, Mikrosystem- und Feinwerktechnik
- Normenausschuss Akustik, Lärmminderung und Schwingungstechnik
- Produkt- und Prozessgestaltung
- Produktion und Logistik
- Kommission Reinhaltung der Luft – Normenausschuss
- Technologies of Life Sciences
- Verfahrenstechnik und Chemieingenieurwesen

Mess- und Automatisierungstechnik und Mikroelektronik, Mikrosystem- und Feinwerktechnik sind gemeinsame Fachgesellschaften von VDI und VDE, beim Normenausschuss Akustik, Lärmminderung und Schwingungstechnik und der Kommission Reinhaltung der Luft erfolgt eine Zusammenarbeit von VDI und DIN.

### VDI-Gruppe
Die VDI-Unternehmensgruppe besteht aus acht privatwirtschaftlich organisierten Unternehmen, die gewinnorientierte Ziele verfolgen, zwei eingetragenen Vereinen und einer gemeinnützigen GmbH:
- VDI e. V., 1856 gegründet
- VDI GmbH, hält die Beteiligungen an den Tochtergesellschaften der VDI-Gruppe und ist damit für die wirtschaftlichen Aktivitäten verantwortlich
- VDI Service GmbH, zentraler Dienstleister für das VDI-Haus am Standort Düsseldorf
- VDI Technologiezentrum GmbH, 1975 als Bereich des VDI e. V. gegründet und seit 2003 als GmbH firmierend,[23] mit Standorten in Düsseldorf, Berlin und Bonn vertreten[24]
- VDI Wissensforum GmbH, im Oktober 1957 als VDI-Bildungswerk GmbH ins Handelsregister Düsseldorf eingetragen, 2001 in VDI Wissensforum umbenannt und 2004 aus dem VDI e. V. als GmbH ausgegliedert[25]
- VDI Verlag GmbH, am 6. Oktober 1923 gegründet[26]
- VDI Fachmedien GmbH & Co. KG, durch Umfirmierung aus dem Springer-VDI-Verlag entstanden, der ein Gemeinschaftsunternehmen vom VDI Verlag und Springer Nature war[27]
- VDI/VDE Innovation + Technik GmbH
- VDI Versicherungsdienst GmbH
- VDI – GaraGe gemeinnützige GmbH, im September 2000 als Technologiezentrum für Jugendliche gegründet[28]
- VDI Ingenieurhilfe e. V., 1894 gegründet, um in Not geratenen Ingenieuren oder deren Hinterbliebenen zu helfen[29]

## Geschichte

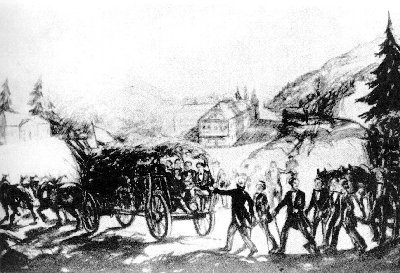
Mitglieder des A. V. HÜTTE Berlin im Leiterwagen auf der Fahrt nach Alexisbad zur Gründung des VDI am 12. Mai 1856

Die Wurzeln führen zurück auf das Jahr 1846 im Königlichen Gewerbeinstitut Berlin. Der Verein wurde am 12. Mai 1856 in Alexisbad (Harz) durch Mitglieder des Akademischen Vereins Hütte e. V. Berlin anlässlich eines Ausfluges zu seinem 10. Stiftungsfest gegründet. Der Auftrag an eine Kommission unter Leitung von Joseph Pützer zur Erstellung eines Entwurfs der Statuten für einen Verein Deutscher Ingenieure war bereits im Vorjahr erfolgt. Bereits im ersten Jahr konnten in Düsseldorf, Berlin, Aachen, Saarbrücken und Dortmund die ersten Bezirksvereine gegründet werden. Der jährliche Mitgliedsbeitrag betrug einheitlich fünf Taler zur Finanzierung von Verwaltung, Mitgliederzeitschrift und Bezirksvereinen. Zusätzlich war bei Eintritt in den Verein ein Entgelt von drei Talern zu entrichten.
Erster Vorsitzender wurde der Ingenieur Carl Friedrich Euler für die Jahre 1856 und 1857. Zu den weiteren Mitgliedern des ersten Vorstands zählten Franz Grashof, Richard Peters und Wilhelm Kankelwitz. 1857 erschien erstmals die Zeitschrift des Vereins deutscher Ingenieure. Neben Berichten über Vereinsangelegenheiten enthielt sie auch technische Aufsätze. Auf der 4. VDI-Hauptversammlung, die im September 1861 in Bingen stattfand, wurde beschlossen, dass neben Bezirksvereinen auch Fachgruppen gebildet werden durften; so konnte im November 1861 der Technische Verein für Eisenhüttenwesen als Zweigverein dem VDI beitreten. 1866 initiierte der VDI die Gründung von Dampfkesselüberwachungsvereinen als Vorläufer der heutigen Technischen Überwachungsvereine (TÜV). 1869 veröffentlichte er das Normalprofilbuch für Walzeisen. Das erste deutsche Patentgesetz von 1877 wurde maßgeblich durch Vorarbeiten des VDI beeinflusst.
1884 wurde die erste VDI-Richtlinie veröffentlicht. Das vom VDI finanzierte Maschinendenkmal zur Erinnerung an die Inbetriebnahme der ersten deutschen Dampfmaschine wattscher Bauart wurde am 20. August 1890 eingeweiht. Am 12. Dezember 1891 erhielt der VDI aufgrund eines Erlasses des Königs von Preußen die Rechte einer juristischen Person. Am 28. August 1894 wurde die „Hilfskasse für deutsche Ingenieure“ – die Vorgängereinrichtung der VDI-Ingenieurhilfe e. V. – gegründet, um in Not geratene Ingenieure und deren Angehörige zu unterstützen. Ebenfalls 1894 wurde ein Grundstück erworben, auf dem erstmals ein vereinseigenes Haus errichtet wurde, das 1897 eingeweiht werden konnte.
Am 21. Dezember 1896 veröffentlichte der VDI einen Aufruf, der Ferdinand Graf von Zeppelins Pläne, ein Starrluftschiff zu konstruieren, protegierte. Vorher hatte eine VDI-Sachverständigenkommission die technische Durchführbarkeit dieses Projekts am 25. Oktober 1896 bestätigt. Unter den Technikwissenschaftlern der Kommission befanden sich Carl Busley, Heinrich Müller-Breslau, Carl von Bach, Adolf Slaby, Sebastian Finsterwalder, Theodor Peters und Carl von Linde. Nach der Havarie des Luftschiffs LZ 4 im Jahr 1908 spendete der VDI aus eigenen Mitteln 50.000 Mark zum Bau eines neuen Luftschiffs.
Die jahrzehntelangen Bemühungen des VDI, die Ingenieurwissenschaften als wissenschaftliche Disziplin zu etablieren, waren erfolgreich. Die Technischen Hochschulen erhielten ab 1899 das Promotionsrecht (Dr.-Ing.), gleichzeitig wurde der akademische Grad Diplom-Ingenieur eingeführt. 1900 wurde das Projekt eines Technolexikons gestartet, das alle Begriffe der Technik zur damaligen Zeit enthalten sollte, aber wegen des ausufernden Umfangs 1907 vom VDI-Direktorium eingestellt wurde.
Die VDI-Hauptversammlung 1903 in München gab den Anstoß zur Gründung des Deutschen Museums durch Oskar von Miller. 1916 gehörte der VDI zu den Gründern des Deutschen Verbandes Technisch-Wissenschaftlicher Vereine (DVT). Parallel zum Verein Deutscher Ingenieure wurde am 28. Juni 1909 der Verband Deutscher Diplom-Ingenieure e. V. (VDDI) als Dachverband der bestehenden Bezirksvereine für Diplom-Ingenieure gegründet. Hintergrund war, dass viele akademische Ingenieure sich vom VDI unzureichend vertreten fühlten.
Dabei kam es auch zu Doppelmitgliedschaften. Der Vorsitzende des Berliner Bezirksvereins des VDI, Carl Fehlert, wurde auch Mitglied im Verband Deutscher Diplom-Ingenieure. 1917 war der VDI Mitbegründer des Normenausschusses der deutschen Industrie. Für die Einrichtung einer Geschäftsstelle des Normenausschusses steuerte der VDI ein Drittel der veranschlagten 150.000 Mark bei. 1921 erschienen erstmals die VDI nachrichten.
Am 6. Oktober 1923 wurde die VDI-Abteilung Verlag des Vereins Deutscher Ingenieure, die seit 1918 bestand, in die VDI Verlag GmbH umgewandelt. Ilse Knott-ter Meer wurde 1925 erstes offizielles weibliches Mitglied im VDI. Laut der Online-Ausgabe der Encyclopædia Britannica trat Kate Gleason bereits 1913 als erste Frau dem VDI bei.

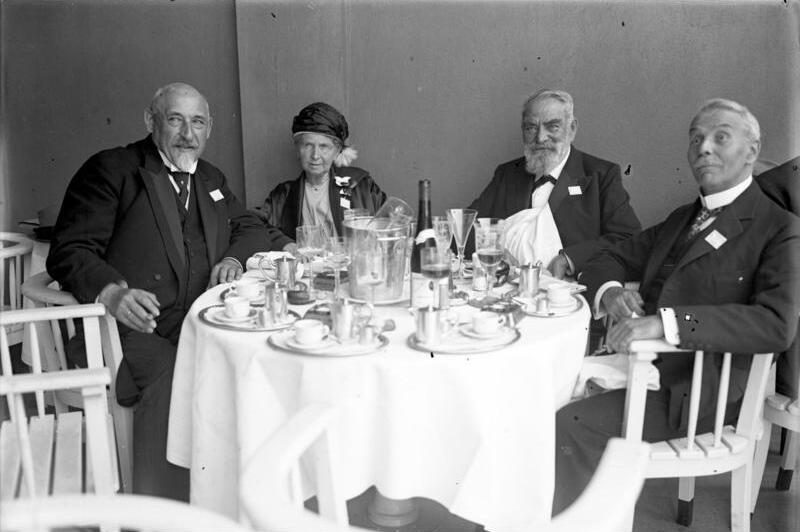
Präsidium der Weltkraftkonferenz im Juni 1930 (von links: Carl Köttgen, Marie von Miller, Oskar von Miller, Édouard Tissot)

1930 richtete der VDI in Berlin die zweite Weltkraftkonferenz aus. Die zehn Tage dauernde Veranstaltung mit rund 3900 Teilnehmern wurde vom VDI-Vorsitzenden Carl Köttgen geleitet. Ebenfalls 1930 publizierte der VDI in hoher Auflage die Denkschrift Forschung tut not, um auf den aus VDI-Sicht eklatanten Fehler der Kürzung von Forschungsmitteln im Zeichen der Weltwirtschaftskrise hinzuweisen. Am 12. Mai 1931 weihte der VDI anlässlich seines 75-jährigen Bestehens an seinem Gründungsort Alexisbad ein Denkmal ein, das einen auf einem Doppel-T-Träger stehenden Ingenieur als Bronzefigur zeigt und heute in Düsseldorf steht.
Die Machtergreifung der Nationalsozialisten am 30. Januar 1933 machte sich auch beim VDI bemerkbar, wo erste Mitarbeiter bereits in den Folgetagen mit den entsprechenden Partei-Uniformen zur Arbeit erschienen. Gottfried Feder, Mitbegründer des Kampfbundes Deutscher Architekten und Ingenieure, verlangte Vorsitzender des VDI zu werden. Der VDI-Vorsitzende Adolf Krauß und mit ihm fünf weitere Vorstandsmitglieder traten daraufhin von ihren Posten zurück. Mit Rückendeckung der Parteiführung wehrte Heinrich Schult, AEG-Direktor und seit 1931 NSDAP-Mitglied, Feders Begehren und die weitergehende Forderung nach einer Gleichschaltung des VDI ab und wurde statt seiner VDI-Vorsitzender. Auf der VDI-Hauptversammlung im Mai 1933 wurde das „Bekenntnis der deutschen Ingenieure zur neuen Staatsführung“ formuliert. Auf einer außerordentlichen Hauptversammlung im Oktober 1933 wurde das Führerprinzip eingeführt; der vom Vereinsvorsitzenden als „Führer“ berufene Vorstand hatte damit ausschließlich beratende Funktion.
Bereits im Juni 1933 war der Zusammenschluss des VDI mit weiteren Ingenieurvereinigungen zur Reichsgemeinschaft der technisch-wissenschaftlichen Arbeit (RTA) erfolgt. Der RTA quartierte sich im VDI-Haus ein, ebenso wie später auch der Nationalsozialistische Bund Deutscher Technik (NSBDT).
Bis dahin eigenständige Organisationen wurden in den Jahren nach 1933 als Arbeitsgemeinschaft oder Fachgruppe in den VDI überführt, wie z. B. der Verein beratender Ingenieure und der Deutsche Kälteverein. Bis 1937 wurden alle VDI-Mitglieder in den NSBDT überführt. Führungspositionen innerhalb des VDI mussten von Parteimitgliedern besetzt werden; für die fachliche Arbeit im VDI war eine Parteimitgliedschaft nicht erforderlich.
Die Mitgliederpolitik des VDI ab 1933 orientierte sich an den Vorstellungen des nationalsozialistischen Regimes: Zunächst wurde Beitrittswilligen, die als Juden kategorisiert wurden, per Satzung der Beitritt verweigert, wenig später wurden jüdische Mitglieder aus dem Verein ausgeschlossen. Mit der Einrichtung von Ausschüssen wie „Arbeitsbeschaffung“, „Siedlung und Ernährung“ und „Arbeitsdienst“ wurde ebenso den Wünschen der neuen Machthaber entsprochen. 1937 wurde die „Wehrtechnische Arbeitsgemeinschaft“ gegründet; auf der VDI-Hauptversammlung im Folgejahr fand erstmals eine Fachtagung für Wehrtechnik statt.
Während des Zweiten Weltkrieges wurden die Arbeiten für die Kriegswirtschaft intensiviert, auch wenn der VDI nicht im Zentrum des Machtgefüges stand. Der VDI führte daher Fachtagungen und Fortbildungsveranstaltungen zu kriegsrelevanten technischen Themen durch. Nach der deutschen Niederlage in der Schlacht von Stalingrad wurde im Februar 1943 der VDI-Vorstand auf den Totalen Krieg eingestimmt. Seitens des VDI wurde in der Folge eine Wanderausstellung „Leistungssteigerung“ auf den Weg gebracht, die in insgesamt 97 Orten gezeigt wurde. Und noch zu Beginn des Jahres 1945 schrieb der damalige VDI-Direktor Hans Ude in der Zeitschrift des Vereines deutscher Ingenieure, dass mit einem „höheren Wirkungsgrad“ der zugestandenen materiellen Überlegenheit des Gegners begegnet werden müsse.
Nach dem Ende des Krieges wurde von den Angestellten des VDI versucht, den Vereinsbetrieb wieder in Gang zu bringen, doch im November 1945 wurde vom Berliner Magistrat jegliche Vereinstätigkeit verboten; noch vorhandene Akten und Unterlagen wurden beschlagnahmt und die Vereinsräume wurden geschlossen. Als Begründung wurde die Zugehörigkeit des Vereins zum NS-Bund Deutscher Technik angeführt. Gegen diese Verfügung konnte nicht eingesprochen werden.
In Westdeutschland durften die in der Britischen Besatzungszone beheimateten 20 Bezirksvereine des VDI bereits ab November 1945 ihre Tätigkeit wieder aufnehmen. Auf Initiative des niederrheinischen Bezirksvereins gründete der VDI sich wieder am 12. September 1946 und verlegte seine Geschäftsstelle von Berlin ins Rheinland. Zunächst wurden Räumlichkeiten beim Ratingener Unternehmen Calor-Emag angemietet, im September 1949 wurde ein neues VDI-Haus in Düsseldorf eingeweiht. In der Sowjetischen Besatzungszone (SBZ) ging der Verein Deutscher Ingenieure in der neu gegründeten Kammer der Technik auf.
Der VDI gründete 1956 die Arbeitsgemeinschaft für Kerntechnik, aus der 1959 das Deutsche Atomforum hervorging.
Die Kommission Reinhaltung der Luft entstand 1957, 1964 die VDI-Kommission Lärmminderung. Der VDI begleitete seit Ende der 1950er Jahre kritisch die Entwicklung der Ingenieurausbildung in Deutschland, die Einführung der Graduierung für Ingenieurschulabsolventen 1964 und das Konzept der Fachhochschulen waren Meilensteine dabei. Angetrieben durch den damaligen Kurator Heinrich Toeller wurde Ende 1974 eine neue Satzung verabschiedet, die den VDI offener für neue Technologien gestalten sollte. 1990 wurde der VDI auch in der DDR als VDI-Gliederung DDR wieder gegründet und bei der deutschen Wiedervereinigung als Bezirksverein Leipzig in den VDI integriert. In der nationalen, europäischen und internationalen technischen Normierung und Regelsetzung wirken seit Mitte der 1990er Jahre die Kommission Reinhaltung der Luft im VDI und DIN – Normenausschuss sowie der Normenausschuss Akustik, Lärmminderung und Schwingungstechnik (NALS) im DIN und VDI als gemeinsame Gremien. Der VDI-Verlag und der Wissenschaftsverlag Springer Berlin/Heidelberg gründeten 1997 ein gemeinsames Unternehmen, die Springer-VDI Verlag GmbH & Co KG Verlag für technische Zeitschriften. Im Jahr 2000 veranstalteten der VDI und die EXPO 2000 Hannover GmbH den ersten Weltingenieurtag in Hannover.

## Deutscher Ingenieurtag

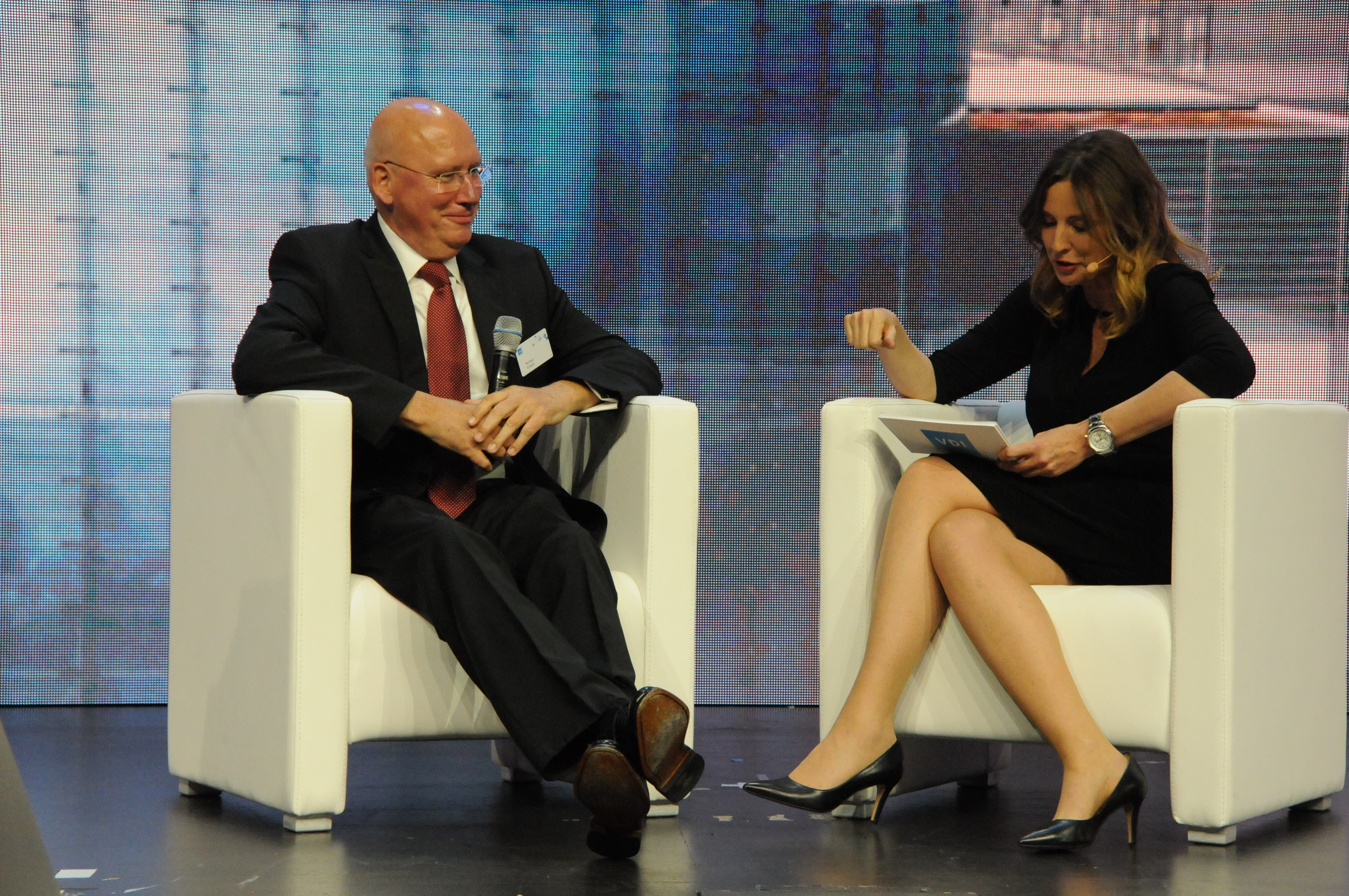
Michael Schenk, ausgezeichnet mit der Grashof-Denkmünze, im Gespräch mit Moderatorin Kristina zur Mühlen auf dem Deutschen Ingenieurtag 2017

Die Hauptversammlung des VDI fand von 1857 bis 1954 jährlich an wechselnden Orten statt. Seit 1954 findet die Hauptversammlung des VDI üblicherweise alle zwei Jahre statt. Im Jahr 1960 wurde die für die alle Mitglieder offene Hauptversammlung des VDI erstmals unter dem Titel „Deutscher Ingenieurtag“ (DIT) durchgeführt. Der neue Titel ging mit einem neuen Konzept einher. Der auf ein breiteres Fachpublikum angelegte DIT sollte den Bekanntheitsgrad der Tagung erhöhen und den Anspruch des Vereins verdeutlichen, dass „auf diesen großen Tagungen Anliegen der Gesamtheit der deutschen Ingenieure behandelt werden“. Auf der Tagung 1960 fand auch erstmalig ein Ingenieurinnen-Treffen statt, „das der Sammlung von Erfahrungen über die Ausbildung von Frauen zu Ingenieurinnen und ihren Einsatz in Industrie und Verwaltung diente“. Der DIT dient bis heute als Forum zur Verleihung der höchsten Ehrungen des VDI, so zum Beispiel der Grashof-Denkmünze, die seit 1894 auf der jeweiligen Hauptversammlung verliehen wird. Weiterhin ist der DIT wie bereits die Hauptversammlungen als Kontaktmöglichkeit der VDI-Mitglieder untereinander angelegt. Der DIT gehört zu den wichtigsten und größten fachübergreifenden Treffen der Ingenieurinnen und Ingenieure.
Wie schon die Hauptversammlungen zuvor, fand der DIT zwischen 1960 und 2009 an wechselnden Standorten statt. Über den Ort des DIT wurde zwei Jahre zuvor auf der Vorstandsversammlung des VDI entschieden. Die Initiative ging von den gastgebenden Bezirksvereinen aus, die auch die Hauptgeschäftsstelle bei der Umsetzung vor Ort unterstützten. Der 23. Ingenieurtag 2007 in Mannheim wurde erstmals mit einer Nummerierung angekündigt. Seit 2009 fand der DIT meistens in Düsseldorf um den Neubau der Hauptgeschäftsstelle am Flughafen statt. Die COVID-19-Pandemie erzwang 2021 eine Verlagerung in den virtuellen Raum. 2023 gab es erstmals einen hybriden DIT, mit verschiedenen Standorten, unter anderem in Berlin.
Zwischen 1969 und 1973 gab es beim DIT kein übergeordnetes Gesamtthema, sondern eine Reihe von selbständigen Vortragsgruppen. Im Oktober 1973 fand der DIT parallel zur erstmals veranstalteten Umweltmesse „ENVITEC“ und zu dem 3. Internationalen Kongress (IUAPPA-Kongress) „Reinhaltung der Luft“ in Düsseldorf statt. Seit 1975 stellt der VDI wieder ein leitendes Thema in den Vordergrund, an dem sich das Fachprogramm orientiert (siehe Tabelle Deutsche Ingenieurtage). Die Leitthemen waren teilweise fachspezifisch, teilweise stellten sie stärker gesellschaftspolitische Themen in den Vordergrund.
Der DIT findet alle zwei Jahre statt. Zwischenzeitliche Versuche, auf einen Drei-Jahres-Rhythmus zu wechseln, fanden keine Zustimmung. Eine Ausnahme bildete der Weltingenieurtag „Mensch - Natur – Technik“ im Rahmen der Expo 2000. Angesichts der Größe des dreitägigen Ereignisses mit über 3.400 internationalen Besucherinnen und Besuchern fanden die Ingenieurtage davor und danach bereits 1997 bzw. erst 2003 statt.
Der VDI bemühte sich im Rahmen des DIT stets darum, das Zusammenwirken von Fachleuten aus Politik und Technik zu fördern. 1975 sprach Helmut Schmidt in Augsburg, was der VDI als Zeichen dafür wertete, „wie sehr der VDI Gesprächspartner der politischen Instanzen geworden ist“. Bundespräsident Karl Carstens hielt 1981, Helmut Kohl 1987 in München eine Rede auf dem DIT. Im Jahr 2025 konnte NRW-Ministerpräsident Hendrik Wüst als Gastredner in Düsseldorf gewonnen werden.
| Jahr | Ort                             | Thema |
| ---- | ------------------------------- | --- |
| 1960 | Hamburg                         | |
| 1962 | Karlsruhe                       | |
| 1964 | München                         | |
| 1966 | Berlin                          | |
| 1967 | Düsseldorf                      | |
| 1969 | Braunschweig                    | |
| 1971 | Mainz                           | |
| 1973 | Düsseldorf                      | |
| 1975 | Augsburg                        | Transporttechnik |
| 1977 | Hamburg                         | Optimale Rohstoffnutzung – eine Aufgabe für den Ingenieur                                                               |
| 1979 | Nürnberg                        | Zukunftssicherung im Wandel der Strukturen                                                                              |
| 1981 | Berlin                          | Technik im Dienste des Menschen                                                                                         |
| 1983 | Frankfurt/Main                  | Ingenieuraufgaben unserer Zeit – Technik in Ballungsgebieten                                                            |
| 1985 | Stuttgart                       | Technischer Fortschritt sichert die Zukunft                                                                             |
| 1987 | München                         | Forschung und Technik – Freiheit und Verantwortung                                                                      |
| 1989 | Aachen                          | Technik zum Schutz der Umwelt                                                                                           |
| 1991 | Berlin                          | Der Ingenieur in der Verantwortung                                                                                      |
| 1993 | Hamburg                         | Verkehr in der Mitte Europas                                                                                            |
| 1995 | Saarbrücken                     | Ingenieure für die Zukunft: Ingenieurqualifikation – Basis für Innovation und Technologie im internationalen Wettbewerb |
| 1997 | Leipzig                         | Technik und Kommunikation ohne Grenzen                                                                                  |
| 2000 | Hannover                        | Mensch – Natur – Technik (Leit-Thema der Expo 2000)                                                                     |
| 2003 | Münster                         | Zukunft inspiriert – Technologien für die nachhaltige Entwicklung im 21. Jahrhundert                                    |
| 2005 | Mainz                           | Innovationen Made in Germany                                                                                            |
| 2007 | Mannheim                        | Welt in Bewegung – Mobilität verbindet                                                                                  |
| 2009 | Düsseldorf                      | Ressourceneffizienz – gelebte Verantwortung                                                                             |
| 2011 | Düsseldorf                      | madeINGermany |
| 2013 | Düsseldorf                      | Infrastruktur der Zukunft – Menschen sinnvoll vernetzen                                                                 |
| 2015 | Düsseldorf                      | thinkING generations – Innovationen für Deutschland                                                                     |
| 2017 | Düsseldorf                      | Arbeit in der Digitalen Transformation                                                                                  |
| 2019 | Düsseldorf                      | KI – Künstliche Intelligenz intelligent nutzen                                                                          |
| 2021 | digital                         | Gemeinsam für das Klimaziel                                                                                             |
| 2023 | hybrid (Berlin und andere Orte) | Zukunft gemeinsam gestalten – Innovationen für Mensch und Umwelt                                                        |
| 2025 | Düsseldorf                      | Zukunft Standort Deutschland                                                                                            |

## Mitglieder
Mitte 2020 betrug die Mitgliederzahl rund 145.000, wobei neben Ingenieuren verschiedener Fachrichtungen zunehmend auch Naturwissenschaftler und Informatiker zu den Mitgliedern zählen. Zum Vergleich: 2011 gab es rund 1.661.000 erwerbstätige Ingenieure in Deutschland.
Obwohl nur rund jeder Zehnte der angestellten Ingenieure im VDI organisiert ist, gilt der VDI als einer der größten technisch orientierten Vereine und Verbände weltweit. Die Hauptgeschäftsstelle des VDI befindet sich in Düsseldorf. Regional gegliedert ist der Verein in 15 Landesvertretungen, 45 Bezirksvereine, Gruppen der Studenten und Jungingenieure (SuJ) im VDI und VDI-Vertretungen im Ausland. Darüber hinaus unterhält der VDI eine Reihe von Hochschulbüros an deutschen Universitäten.
Verantwortliche Positionen sind im VDI e. V. und in den Bezirksvereinen häufig durch Professoren und andere Hochschulangehörige besetzt. Hieraus erklärt sich die hochschulnahe Haltung des VDI in Fragen der Bildungspolitik, z. B. bei der Einführung der Bachelor- und Master-Studiengänge. Der VDI ist als Mitglied der ASIIN direkt an der Akkreditierung ingenieurwissenschaftlicher Studiengänge an deutschen Hochschulen beteiligt.

### Mitgliederentwicklung
Der Verein wurde am 12. Mai 1856 von 23 Männern in Alexisbad gegründet. 14 weitere hatten, da nicht persönlich anwesend, schriftlich ihren Beitritt zum neu gegründeten Verein erklärt. Nach der Gründung des VDI dauerte es dann fast ein Jahrzehnt, bis eine vierstellige Mitgliederzahl erreicht wurde. Ein stärkeres Wachstum setzte erst ein, als erstmals die Anzahl von 6000 Mitgliedern überschritten wurde. Ein starker Anstieg der Mitgliederzahlen Ende der 1930er-Jahre war der verordneten Übernahme anderer Vereine geschuldet. Die nachfolgende Tabelle zeigt die Entwicklung der Mitgliederzahlen. Angegeben ist jeweils der Mitgliederstand zum Jahresende.
| Mitgliederzahlen des VDI | Mitgliederzahlen des VDI | Mitgliederzahlen des VDI | Mitgliederzahlen des VDI | Mitgliederzahlen des VDI |
| ------------------------ | ------------------------ | ------------------------ | ------------------------ | ------------------------ |
| Jahr                     |                          |                          |                          | Mitglieder               |
| 1856                     | 1856                     |                          | 172                      | 172                      |
| 1860                     | 1860                     |                          | 360                      | 360                      |
| 1865                     | 1865                     |                          | 1.084                    | 1.084                    |
| 1870                     | 1870                     |                          | 1.821                    | 1.821                    |
| 1875                     | 1875                     |                          | 3.030                    | 3.030                    |
| 1880                     | 1880                     |                          | 3.959                    | 3.959                    |
| 1885                     | 1885                     |                          | 5.402                    | 5.402                    |
| 1890                     | 1890                     |                          | 6.925                    | 6.925                    |
| 1895                     | 1895                     |                          | 10.231                   | 10.231                   |
| 1900                     | 1900                     |                          | 15.245                   | 15.245                   |
| 1905                     | 1905                     |                          | 19.786                   | 19.786                   |
| 1910                     | 1910                     |                          | 23.952                   | 23.952                   |
| 1915                     | 1915                     |                          | 24.255                   | 24.255                   |
| 1920                     | 1920                     |                          | 23.917                   | 23.917                   |
| 1925                     | 1925                     |                          | 29.380                   | 29.380                   |
| 1930                     | 1930                     |                          | 30.788                   | 30.788                   |
| 1935                     | 1935                     |                          | 33.700                   | 33.700                   |
| 1940                     | 1940                     |                          | 50.120                   | 50.120                   |
| 1944                     | 1944                     |                          | 60.000                   | 60.000                   |
| 1947                     | 1947                     |                          | 9.714                    | 9.714                    |
| 1949                     | 1949                     |                          | 17.825                   | 17.825                   |
| 1950                     | 1950                     |                          | 21.091                   | 21.091                   |
| 1955                     | 1955                     |                          | 31.461                   | 31.461                   |
| 1960                     | 1960                     |                          | 41.394                   | 41.394                   |
| 1965                     | 1965                     |                          | 50.408                   | 50.408                   |
| 1970                     | 1970                     |                          | 61.956                   | 61.956                   |
| 1975                     | 1975                     |                          | 62.981                   | 62.981                   |
| 1980                     | 1980                     |                          | 75.487                   | 75.487                   |
| 1985                     | 1985                     |                          | 85.868                   | 85.868                   |
| 2000                     | 2000                     |                          | 125.743                  | 125.743                  |
| 2005                     | 2005                     |                          | 128.000                  | 128.000                  |
| 2014                     | 2014                     |                          | 152.000                  | 152.000                  |
| 2020                     | 2020                     |                          | 145.000                  | 145.000                  |
| Stand: 31. Dez. 2020     |                          |                          |                          |                          |

Quellen:
- 1856 bis 1980: Marie-Luise Heuser, Wolfgang König: Tabellarische Zusammenstellungen zur Geschichte des VDI. In: Karl-Heinz Ludwig (Hrsg.): Technik, Ingenieure und Gesellschaft – Geschichte des Vereins Deutscher Ingenieure 1856–1981. VDI-Verlag, Düsseldorf 1981, ISBN 3-18-400510-0, S. 559–562.

- 1856 und 2000: Katharina Schmelzer, Diana Fernandez: Blau, quadratisch, unverwechselbar. Verein Deutscher Ingenieure, 12. Mai 2014, archiviert vom Original (nicht mehr online verfügbar) am 21. April 2019; abgerufen am 3. Mai 2023.

- 2020: Über uns. In: vdi.de, abgerufen am 26. Juli 2020.

### Leistungen für Mitglieder
- Alle Mitglieder erhalten die überregionale Wochenzeitung VDI nachrichten, die auch im Zeitschriftenhandel erhältlich ist. Neben ausführlichen Berichten zu allen aktuellen Entwicklungen der Technik sind auch ein Wirtschaftsteil sowie Rubriken zu Management und Karriere enthalten.
- Der Verein bietet seinen Mitgliedern eine Reihe von Dienstleistungen an, z. B. individuelle Beratung, Versicherung, rabattierten Bezug von Fachzeitschriften und Büchern sowie die Möglichkeit zur Teilnahme an verschiedenen lokalen und überregionalen Fachveranstaltungen, die darauf ausgerichtet sind, die berufliche Entwicklung der Mitglieder zu unterstützen.
- Das VDI-Wissensforum ist ein bedeutender Anbieter von beruflichen Weiterbildungsveranstaltungen, insbesondere für ingenieurwissenschaftliche und technische Themen. Die angebotenen Seminare, Konferenzen und Fachtagungen sind auch für Nichtmitglieder zugänglich.

### Präsidenten (bis 1977 Vorsitzende)
- Carl Friedrich Euler (1856–1857)[91]
- Eduard Haenel (1858)[91]
- Simon Schiele (1859–1860)[91]
- Theodor Simons (1861)[91]
- Simon Schiele (1862)
- Eduard Haenel (1863)
- Simon Schiele (1864)
- Heinrich Carl Kayser (1865)[91]
- Richard Peters (1866–1867)[91]
- Carl Richard Petersen (1868)[91]
- Carl Wintzer (1869)[91]
- Simon Schiele (1870–1871)
- Carl Richard Petersen (1872)
- Eugen Langen (1873)[91]
- Carl Wintzer (1874)
- Ewald Dittmar (1875)[91]
- Simon Schiele (1876)
- Adolf Dresel (1877)[91]
- Carl Friedrich Euler (1878)
- Theodor Peters (1879)[91]
- Eugen Langen (1880)
- Carl Friedrich Euler (1881)
- Ewald Dittmar (1882–1883)
- Eduard Becker (1884–1885)[92]
- Carl Gaertner (1886)[91]
- Carl von Bach (1886)[91]
- Rudolf Wolf (1887–1888)[91]
- Hermann Blecher (1889–1890)[91]
- Viktor Lwowski (1891)[91]
- Heinrich Caro (1892–1893)[91]
- Viktor Lwowski (1894–1895)
- Ernst Kuhn (1896–1897)[91]
- Hermann Bissinger (1898–1899)[91]
- Albert Lemmer (1900–1901)[91]
- Wilhelm von Oechelhäuser (1902–1903)[91]
- Carl von Linde (1904–1905)[93]
- Adolf Slaby (1906–1908)[91]
- Ernst Heller (1909)[91]
- Paul Treutler (1909)[91]
- Kurt Sorge (1910–1911)[91]
- Oskar von Miller (1912–1914)[91]
- Anton von Rieppel (1915–1917)[91]
- Karl Reinhardt (1918–1921)[91]
- Georg Klingenberg (1922–1925)[91]
- Karl Wendt (1926–1928)[91]
- Carl Köttgen (1929–1931)[91]
- Adolf Krauß (1932–1933)[91]
- Heinrich Schult (1933–1938)[91]
- Fritz Todt (1939–1942)
- Hanns Benkert (1943–1945)[94]
- Hans Bluhm (1947–1952)[95][96]
- Hans Schuberth (1953–1956)
- Heinz Goeschel (1957–1958)[91]
- Alfred Friedrich Flender (1959–1964)[91]
- Karl Schäff (1965–1967)[91]
- Fritz Meyer (1968–1970)[91]
- Walter Ludewig (1971–1974)[91]
- Wilhelm Dettmering (1975–1977)[91]
- Gerhard Wilhelm Becker (1978–1982)[97]
- Karl Eugen Becker (1983–1988)[98][99]
- Joachim Pöppel (1989–1991)[98]
- Klaus Czeguhn (1992–1994)[100]
- Hans-Jürgen Warnecke (1995–1997)[100]
- Hubertus Christ (1998–2003)[101]
- Eike Lehmann (2004–2007)[102]
- Bruno O. Braun (2007–2012)[103]
- Udo Ungeheuer (2013–2018)[104]
- Volker Kefer (2019–2022)[105][106]
- Lutz Eckstein (seit Januar 2023)[105][106]

## Ehrungen und Preise

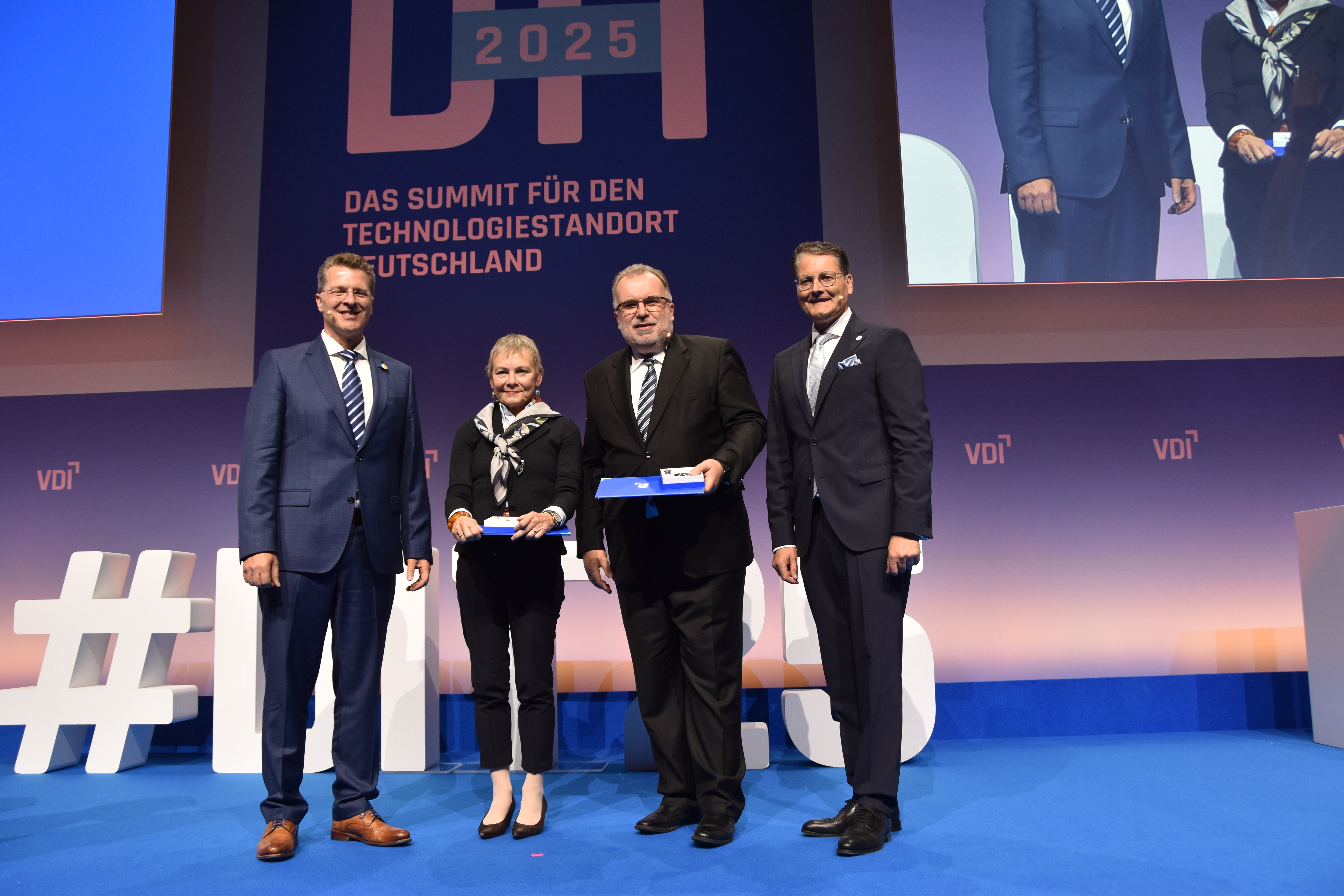
Grashof-Denkmünzen auf dem Deutschen Ingenieurtag 2025 für Sabine Kunst und Siegfried Russwurm, rechts VDI-Direktor Adrian Willig, links VDI-Präsident Lutz Eckstein

### Grashof-Denkmünze
Die höchste Ehrung des VDI, die Grashof-Denkmünze, wurde 1894 gestiftet zur Erinnerung an Franz Grashof (Professor der theoretischen Maschinenlehre an der Technischen Hochschule Karlsruhe, Mitbegründer und erster Direktor des VDI von 1856 bis 1890) als Auszeichnung für Ingenieure, die hervorragende wissenschaftliche oder berufliche Leistungen auf technischem Gebiet erbracht haben.
Die aus Gold geprägte Denkmünze trägt auf der Vorderseite das Bildnis von Franz Grashof, auf der Rückseite den Namen des Geehrten und die Jahreszahl der Verleihung. Die Miniatur ist eine Nadel mit der verkleinerten Denkmünze in Gold an blauer Schleife.
Die Verleihung erfolgt auf Beschluss des Präsidiums des VDI anlässlich der Deutschen Ingenieurtage. Inhaber der Grashof-Denkmünze sind Ingenieure wie Ferdinand von Zeppelin, Wilhelm Maybach, Carl Bosch, Max Eyth, Ferdinand Porsche und Rudolf Schulten. Bis zum Zeitpunkt des hundertjährigen Bestehens des VDI wurde die Auszeichnung 49 Mal verliehen.

### Ehrenmitgliedschaft
Die Ehrenmitgliedschaft war die erste Ehrung, die der VDI verdienten Personen zuteilwerden ließ. Bereits in den Gründungsstatuten war diese Form der Ehrung beschrieben.
Erstes Ehrenmitglied wurde am 28. August 1860 Julius Weisbach. Die Ernennung zum Ehrenmitglied erfolgt nach Präsidiumsbeschluss. Das Ehrenmitglied erhält eine goldene Abbildung des VDI-Zahnrades mit blauer Schleife.

### Korrespondierende Mitgliedschaft
Die Korrespondierende Mitgliedschaft wird an Ingenieure aus dem Ausland oder Vertreter nichttechnischer Fachgebiete vergeben, die auf ihre Weise das Ingenieurwesen voranbringen. Die Ernennung zum Korrespondierenden Mitglied erfolgt nach Präsidiumsbeschluss. Das Korrespondierende Mitglied erhält die kleine VDI-Nadel in Gold.

### Ehrenzeichen
Das Ehrenzeichen des VDI für verdiente Ingenieure aus dem In- und Ausland wurde 1931 anlässlich seines 75-jährigen Jubiläums gestiftet. Es ist eine in Gold gegossene Plakette, die auf der Vorderseite die Inschrift „Für Verdienste um die Technik“ und auf der Rückseite den Namen des Geehrten trägt.
Die Verleihung des Ehrenzeichens erfolgt nach Präsidiumsbeschluss. Zu den ersten Geehrten gehörten unter anderem der deutsche Eisenhüttenmann Otto Petersen, der schwedische Ingenieur Axel Fredrik Enström, der amerikanische Ingenieur Calvin W. Rice, der niederländische Ingenieur Rudolf Adriaan van Sandick und der Schweizer Ingenieur Carl Sulzer-Schmid.

### Ehrenring
1934 wurde der „Ehrenring des VDI“ gestiftet. Er wird seitdem an Ingenieure verliehen, die sich auf technisch-wissenschaftlichem Gebiet besonders ausgezeichnet und das 40. Lebensjahr noch nicht vollendet haben. Zu den ersten Preisträgern gehörten unter anderem Siegfried Kiesskalt und Ernst Mahle. Der Ehrenring ist als goldener Reif mit den Buchstaben „VDI“ sowie der Umschrift „Für Verdienste um die Technik“ gestaltet. Bis zum Dezember 2019 wurde der Ehrenring insgesamt 209-mal vergeben.

### Benz-Daimler-Maybach-Medaille
Die VDI-Gesellschaft Fahrzeug- und Verkehrstechnik (FVT) würdigt besondere Leistungen mit der Benz-Daimler-Maybach-Medaille, welche nach den Pionieren der Automobiltechnik benannt ist. Mit der Medaille, die der VDI-Ehrenmedaille gleichwertig ist, zeichnet die FVT besonders verdiente Mitglieder und Ehrenamtliche sowie hervorragende Persönlichkeiten auf dem Gebiet der Fahrzeug- und Verkehrstechnik aus.

### Max-Eyth-Gedenkmünze
Im Rahmen des Zusammenschlusses der Max-Eyth-Gesellschaft für Agrartechnik mit der VDI-Gesellschaft Agrartechnik zur Max-Eyth-Gesellschaft Agrartechnik im VDI 1995 wurde die Max-Eyth-Gedenkmünze in eine VDI-Ehrung überführt. Mit der Gedenkmünze werden seit 1950 Pioniere der agrartechnischen Entwicklung geehrt.

### Conrad-Matschoß-Kreis, Conrad-Matschoß-Preisausschreiben, Conrad-Matschoß-Preis für Technikgeschichte
Der Conrad-Matschoß-Kreis wurde 1981 als ein Zusammenschluss von Persönlichkeiten, die sich im Zusammenhang mit ihrer beruflichen Tätigkeit im Bereich ehrenamtlicher Gemeinschaftsarbeit um den VDI besonders verdient gemacht haben, gegründet. Der Conrad-Matschoß-Kreis soll die Tradition des VDI pflegen und durch Empfehlungen und Vorschläge zur lebendigen Weiterentwicklung der Gemeinschaftsarbeit beitragen. Zu den Mitgliedern des Conrad-Matschoß-Kreises gehören die Inhaber der Grashof-Denkmünze und die Ehrenmitglieder des VDI.
Von 1953 bis 1962 veranstaltete der VDI alle zwei Jahre das Conrad-Matschoß-Preisausschreiben für technikgeschichtliche Arbeiten. Hier wurden Arbeiten ausgezeichnet, die entweder neue Erkenntnisse auf Grund eigener technikgeschichtlicher Forschungen brachten oder eigene Erinnerungen an bedeutende Persönlichkeiten aus Technik und Wirtschaft und/oder an entscheidende Ereignisse, die es wert sind, für die Technikgeschichte festgehalten zu werden.
Der Conrad-Matschoß-Preis für Technikgeschichte des VDI für Technikgeschichte wurde 2007 gestiftet. Der Preis wird alle zwei Jahre im Rahmen der Technikgeschichtlichen Tagung des VDI verliehen. Er ist eine Auszeichnung für deutschsprachige Beiträge zur Technikgeschichte, die in Druckmedien, bildgebenden Medien oder im Hörfunk veröffentlicht wurden und seit 2005 entstanden sind. Er soll die technikhistorische Forschung und das Interesse der Öffentlichkeit für die Technikgeschichte fördern.

### Robert-Mayer-Preis
Der Robert-Mayer-Preis wurde 1977 von Unternehmen aus dem Energiebereich gestiftet. Die Auszeichnung erinnert an den Naturforscher, Ingenieur und Arzt Julius Robert von Mayer. Er wird alle zwei Jahre mit Unterstützung der Stadt Heilbronn anlässlich der Frühjahrssitzung des Beirats der VDI-Gesellschaft Energie und Umwelt als Auszeichnung für Persönlichkeiten, die sich durch besondere publizistische Leistungen auf den Gebieten der Energietechnik, der Energiewirtschaft oder der Würdigung ihrer Träger, der Energieingenieure, hervorgetan haben, verliehen. Preiswürdig sind Arbeiten, welche einerseits Stand und Entwicklung der Energietechnik und ihrer Bedeutung in Gegenwart und Zukunft für den Einzelnen wie für die Allgemeinheit überzeugend darstellen oder andererseits die berufliche und gesellschaftliche Stellung des Energieingenieurs im Umfeld der aktuellen, wirtschaftlichen, politischen und kulturellen Lage behandeln. Die Auswahl der Beiträge liegt bei einem von der VDI-Gesellschaft Energie und Umwelt eingesetztem Gremium. Der Preisträger erhält eine Urkunde und einen Geldpreis.
Preisträger seit 1979
|      |                   |      |                               |
| 1979 | Hans Overbeck     | 1999 | Klaus Heinloth                |
| 1981 | Ingrid Lorenzen   | 2001 | Joachim Bublath               |
|      | Bernd Stoy        |      | Walther Kaspar-Sickermann     |
| 1983 | Helmut F. Hilker  | 2003 | Martin Pehnt                  |
| 1985 | Heinz Heck        | 2005 | Jan Lublinski                 |
|      | Wolfgang Hess     | 2007 | Daniel Wetzel                 |
| 1988 | Jochem Bogen      |      | Tilmann Büttner               |
| 1990 | Hagen Beinhauer   | 2009 | Dirk Asendorf                 |
|      | Wolfgang Kempkens | 2011 | Anne Preger                   |
| 1991 | Hans von Stryk    | 2014 | Johannes Winterhagen          |
| 1993 | Klaus Jopp        |      | Carmen Meyer und Grit Hofmann |
|      | Armin Maiwald     | 2016 | Olaf Preuß                    |
|      | Detlef Rudel      | 2019 | Gregor Honsel                 |
| 1995 | Walter Baier      | 2024 | Martin Schlak                 |
|      | Georg Küffner     |      |                               |
| 1997 | Bernd Eusemann    |      |                               |
|      | Gero von Randow   |      |                               |

## Erhaltene Auszeichnungen und Würdigungen

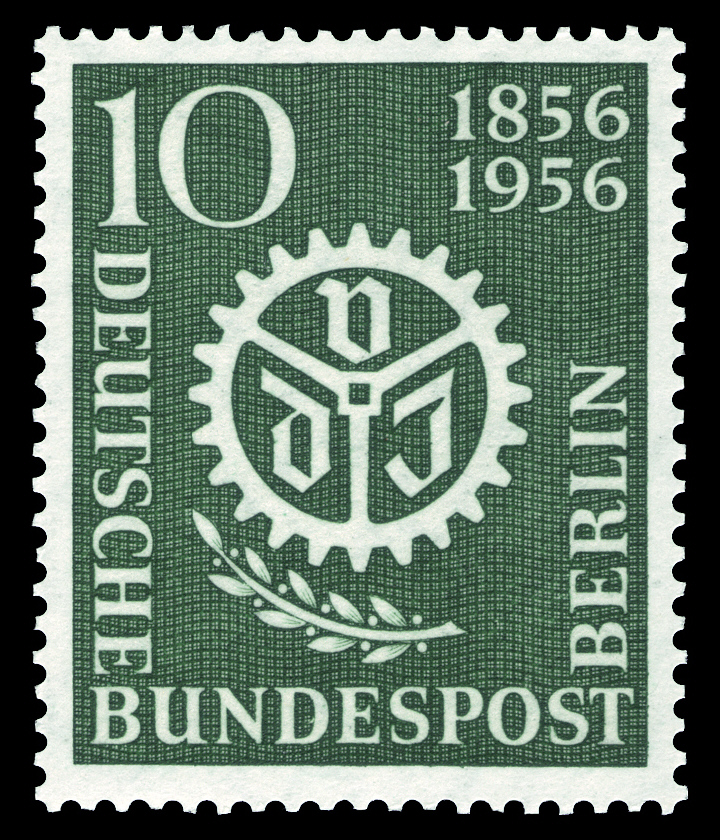
10-Pfennig-Sondermarke „100 Jahre Verein Deutscher Ingenieure (VDI)“

Im August 1927 verlieh die Technische Nothilfe dem VDI als Würdigung „für die Taten des Ingenieurs bei der Technischen Nothilfe“ die Ehrenplakette.
Anlässlich der Hundertjahrfeier am 12. Mai 1956 brachte die Deutsche Bundespost Berlin (Landespostdirektion Berlin) die Sondermarken „100 Jahre Verein Deutscher Ingenieure (VDI)“ heraus. Zum 125-jährigen Jubiläum des Vereins im Jahr 1981 gab es von Seiten der Deutschen Bundespost Berlin einen Sonderstempel mit Verweis auf den in Berlin stattfindenden Deutschen Ingenieurtag.
Die Deutsche Gesellschaft für Verbandsmanagement hat den VDI in der Vergangenheit bereits zweimal als „Verband des Jahres“ ausgezeichnet: zum ersten Mal 2001 und erneut 2012 in der zu diesem Zeitpunkt neu geschaffenen Kategorie „Reform und Management“.
2019 wurde der Instagram-Account @VDI_technikhelden in der Kategorie „Bester Einsatz Social Media“ mit dem vom Verbändereport ausgelobten mediaV-Award ausgezeichnet. 2021 erhielt der von VDI und ingenieur.de verantwortete Podcast „Technik aufs Ohr“ den mediaV-Award in der Kategorie „Bester Podcast“.

## Kritik

### Kritik an der EngineerING Card
Die VDI-Initiative zur Einführung eines einheitlichen Europäischen Berufsausweises unter der Bezeichnung „EngineerING Card“ wird von der IG Metall u. a. wegen der Kosten für den Erwerb kritisiert und dass durch die Einführung des Ausweises eine Vereinheitlichung der Berufsausbildung nach angelsächsischem Vorbild herbeigeführt werde. Auch datenschutzrechtliche Aspekte seien unklar.

### Kritik an der Kampagne zum Fachkräftemangel (2011)
Die seit Jahren andauernde VDI-Kampagne zum Fachkräftemangel in den Ingenieurberufen wurde sowohl innerhalb als auch außerhalb des VDI u. a. unter der Begründung kritisiert, dass die Methodik, auf die sich der VDI bei der Erhebung der Zahlen stützt, zu Doppelerhebungen von Stellenausschreibungen und somit zu einer Übertreibung der tatsächlichen Arbeitsmarktlage führe.
Diskutiert wurde unter anderem, inwiefern die unterstellte Verzerrung der Arbeitsmarktlage vom VDI beabsichtigt ist und welches Interesse der VDI hiermit verfolgt.
So setzte sich der VDI mit seinem Positionspapier Fachkräftemangel und -sicherung im Jahr 2011 erfolgreich für die Absenkung der Einkommensschwelle für ausländische Fachkräfte ein. In dem Papier, welches nicht mehr veröffentlicht ist, heißt es:

„Um Deutschland als Arbeitsmarkt für ausländische Ingenieurinnen und Ingenieure attraktiver zu machen, sollte das Zuwanderungsgesetz an mehreren Stellen optimiert werden, um den Arbeitseinstieg in Deutschland zu vereinfachen. Die Einkommensuntergrenze für Hochqualifizierte ist mit 66.000 Euro noch immer zu hoch – gerade für den Mittelstand. Auch das Verfahren der Vorrangprüfung ist zu kompliziert und dauert zu lange. […] Neben weiteren Vereinfachungen im Zuwanderungsrecht und der Absenkung der Einkommensschwelle von 66.000 Euro für Hochqualifizierte sollten kurz- und mittelfristig auch Fachkräfte, die deutlich unterhalb einer neuen, niedrigeren Einkommensschwelle liegen, ein sofortiges, unbefristetes Daueraufenthaltsrecht bekommen.“

Die ARD-Dokumentation von Ulrike Bremer „Der Arbeitsmarktreport – das Märchen vom Fachkräftemangel“ wirft dem VDI Beihilfe zum Lohndumping vor, nachdem der Pressesprecher des VDI, Marco Dadomo, die Halbierung der Lohnuntergrenze für ausländische Ingenieure auf 32.000 als Erfolg bezeichnet hatte. Die willkürliche Multiplikation jeder gemeldeten freien Stelle mit dem Faktor 7 oder 5 im Auftrag des VDI, zur Ermittlung der nicht gemeldeten Stellen, wurde von dem Statistiker Gerd Bosbach in der Dokumentation dem Bereich Lügen mit Zahlen zugeordnet.
Am 15. April 2015 nannte Michael Schwartz, ehemaliger Bereichsleiter Strategie und Kommunikation beim VDI in der FAZ zwei Gründe, warum mittlerweile nicht mehr von einer Fachkräftelücke die Rede ist:

„Zum einen sei die Abbrecherquote in den ingenieurwissenschaftlichen Studiengängen binnen zwei Jahren von 45 Prozent auf 35 Prozent gesunken. Zum anderen habe sich das Werben um Frauen gelohnt. Sie sind bei technischen Berufen zwar immer noch zahlenmäßig ihren männlichen Kollegen unterlegen. Aber ihr Anteil steige doch langsam. Und mittelfristig macht sich bemerkbar, dass vor einem Jahr zwei Abiturjahrgänge die Schule abgeschlossen und ein Studium aufgenommen haben. Daher werde wohl in fünf Jahren ein großer Jahrgang junger Ingenieure auf den Arbeitsmarkt drängen.“

## Namenszusatz VDI
Ingenieure und Naturwissenschaftler sowie Personen, die gemäß den deutschen Ingenieurgesetzen (beispielsweise das Bayerische Ingenieurgesetz) zur Führung der Berufsbezeichnung Ingenieur berechtigt sind, können ordentliche Mitglieder im VDI werden. Über die ordentliche Mitgliedschaft von Personen, die nicht zu den vorgenannten Gruppen gehören, deren Mitarbeit aber erwünscht ist, entscheidet das VDI-Präsidium. Laut Satzung des VDI dürfen ordentliche Mitglieder sowie Ehrenmitglieder und korrespondierende Mitglieder unmittelbar hinter ihrem Namen den Zusatz VDI führen. Eine Verwendung in Firmenbezeichnungen ist nicht gestattet.

## Logo
Seit Juni 2022 hat der VDI im Rahmen eines neuen Markenauftritts ein neues Logo. Der angedeutete Pfeil stellt ein Symbol für Bewegung, Fortschritt und Zukunft dar.
Das vorherige Logo des VDI e. V. war ein Quadrat, das aus 25 einzelnen Quadraten mit unterschiedlicher Blau-Schattierung bestand. Im großen Quadrat waren die drei Buchstaben VDI in weißer Farbe zu sehen. Bei den anderen Firmen der VDI-Gruppe war der Hintergrund jedoch einheitlich blau, allerdings in unterschiedlichen Blautönen.
Sehr lange hatte der VDI ein Logo mit einem Zahnrad mit drei Speichen. Zwischen den Speichen standen die drei Buchstaben VDI.

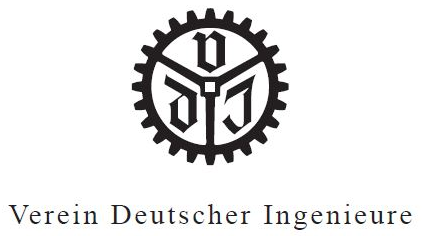
Altes VDI-Logo
Logo bis Juni 2022
Aktuelles Logo